# Щербаков Єгор Миколайович
Єго́р Микола́йович Щербако́в (народився 14 травня  1992) — лейтенант Збройних сил України, учасник російсько-української війни.

## Життєпис
Закінчив Чернігівську загальноосвітню школу І-ІІІ ступенів № 30.
Командир 1-го розвідувального взводу розвідувальної роти, 30-а окрема механізована бригада. Перебував у зоні бойових дій з червня 2014 року. Виконував бойові завдання — ведення розвідки в районі населених пунктів Артемівське, Дебальцеве, Луганське, Петровське, Степанівка.
9 лютого 2015 року потрапив під артилерійський обстріл, зазнав поранень, після чого був госпіталізований.
На виборах до Чернігівської обласної ради 2015 року балотувався від Радикальної партії Олега Ляшка. На час виборів проживав у Чернігові, був військовослужбовцем військової частини 1111.

## Нагороди
30 березня 2015 року за особисту мужність і героїзм, виявлені у захисті державного суверенітету та територіальної цілісності України, вірність військовій присязі під час російсько-української війни, відзначений — нагороджений орденом Богдана Хмельницького III ступеня.
Нагороду отримав в Чернігівському 407-у військовому госпіталі 31 березня, де лікується після поранень.